# Jatropha weberbaueri
Jatropha weberbaueri är en törelväxtart som beskrevs av Ferdinand Albin Pax och Käthe Hoffmann. Jatropha weberbaueri ingår i släktet Jatropha och familjen törelväxter. Inga underarter finns listade i Catalogue of Life.